# تلفزيون المجر
تلفزيون المجر ( التلفزيون الهنغاري ) أو (MTV) هي منظمة للبث التلفزيوني العام على الصعيد الوطني في المجر . يقع مقرها الرئيسي في بودابست ، وهي أقدم محطة تلفزيونية في المجر، وتبث اليوم خمس قنوات: M1 HD و M2 HD و M3 و M4 Sport و M5.
يتم إدارة MTV وتمويله بشكل أساسي من قبل صندوق دعم خدمة الوسائط وإدارة الأصول (بالمجرية: Médiaszolgáltatás-támogató és Vagyonkezelő Alap)‏ اختصاراً (MTVA).  تدير هذه المنظمة الحكومية ، التي تأسست في عام 2011 ، مذيعي الخدمة العامة راديو المجر و تلفزيون دونا وكذلك وكالة الأنباء المجرية . 
في 1 يوليو 2015 ، تم دمج تلفزيون المجر بالإضافة إلى ثلاث مؤسسات إعلامية عامة أخرى يديرها صندوق دعم خدمة الوسائط وإدارة الأصول في منظمة واحدة تسمى دونا لخدمات الاعلام (بالمجرية: Duna Médiaszolgáltató)‏.  هذه المنظمة هي الخلف القانوني لـ تلفزيون المجر وهي عضو نشط في اتحاد البث الأوروبي .  

## عروض بارزة

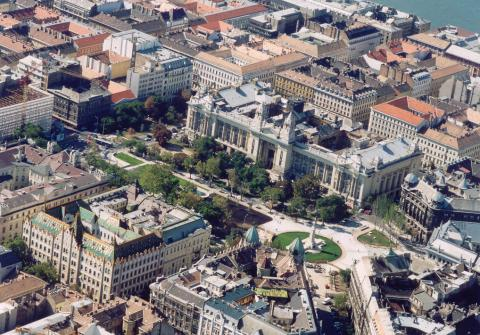
التصوير الجوي للمقر القديم في Szabadság tér

- على الفور ، سلسلة أفلام وثائقية

## روابط خارجية
- الموقع الرسمي باللغة المجرية
- الموقع الإعلامي باللغة المجرية